# Sibon longifrenis
Sibon longifrenis là một loài rắn trong họ Rắn nước. Loài này được Stejneger mô tả khoa học đầu tiên năm 1909.

## Hình ảnh

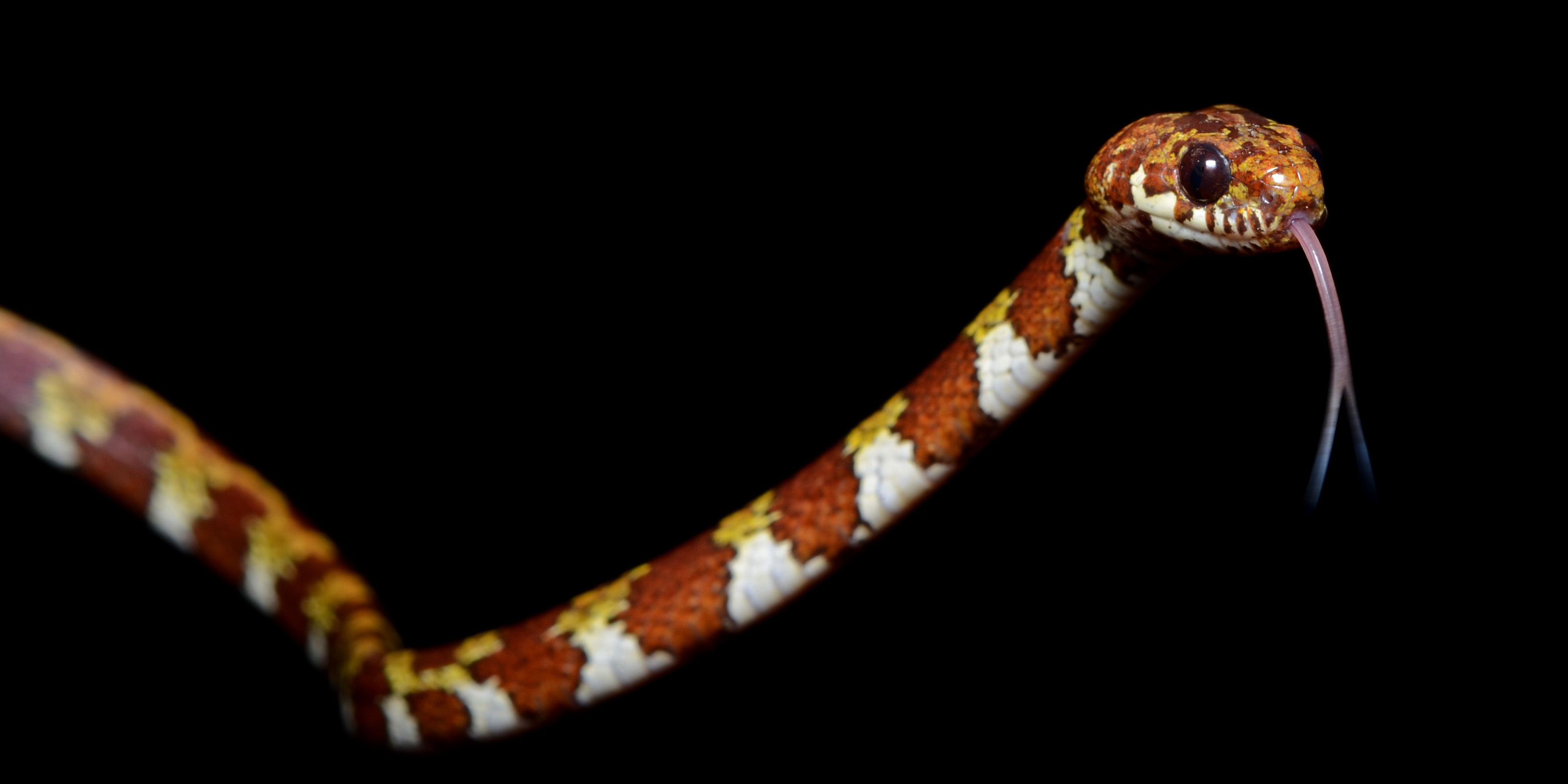